# Melanípides
Melanípides de  Melos fue un poeta y citarista griego del siglo V a. C., uno de los autores más notables de ditirambos y exponente de la «nueva música».  
Se calcula que Melanípides alcanzó la fama a mediados del siglo V. Era más joven que Laso de Hermíone (Plut. de Mus. p. 1141, c.) y que Diágoras de Melos, contemporáneo del poeta cómico Ferécrates y mayor que Filóxeno de Citera, a quien compró como esclavo y al que enseñó el arte del ditirambo. Vivió durante algún tiempo en la corte de Pérdicas II de Macedonia, donde murió (hacia 412 a. C.).
Jenofonte da fe de su reputación como poeta al hacer que Aristodemo, discípulo de Sócrates, le asigne el primer lugar entre los poetas ditirámbicos, junto a Homero, Sófocles, Policleto y Zeuxis, como maestros de sus respectivas artes (Xenoph. Mem. 1.4.3). Por su parte, Plutarco lo menciona junto a Simónides y Eurípides como uno de los maestros musicales más reputados (Non poss. suav. viv. sec. Epic. p. J095, d.).
No todo el mundo aprobó, sin embargo, sus innovaciones. Los autores de la Comedia Antigua atacaron a menudo a los representantes de la «nueva música», acusándolos de haber corrompido la serena belleza de la música antigua. Ferécrates (fr.155 PCG) sitúa a Melanípides a la cabeza de los culpables y lo acusa de haber relajado y reblandecido la música antigua al aumentar las cuerdas de la lira hasta doce, abriendo camino a las licencias posteriores de Cinesias, Frinis y Timoteo de Mileto (Plut. de Mus. p. 1141; comp. Meineke, Frag. Com. Graec., pp. 326—335).
Según Aristóteles, Melanípides abandonó la responsión de estrofa y antiestrofa e introdujo en lugar de antiestrofas largos preludios (anabolaí) en los que se perdía la unión de música y letra, considerada hasta entonces esencial (Aristot. Rhet. 1409b). Plutarco (o el autor del ensayo sobre la música que se atribuye a este) nos dice que en su música de flauta Melanípides se apartó de la costumbre según la cual el flautista era alquilado y entrenado por el poeta y estaba subordinado por completo a él (de Mus. I.c.); pero probablemente esta información sea errónea, pues el fragmento de Ferécrates que se cita en apoyo de esta afirmación no dice una palabra sobre la música de flauta, limitándose a atacar los cambios introducidos en la lira; mientras que Ateneo cita un pasaje del Marsias de Melanípides en la que el poeta parece rechazar y despreciar por completo la música de flauta (Athen. 14. p. 616e.): 
Atenea arrojó el instrumento de su mano sagrada y dijo: «Fuera, vergüenza, ultraje para el rostro... os envío a la desgracia. (PMG 758, trad. de Rodríguez Adrados).
Otras innovaciones asociadas a Melanípides son el refuerzo del elemento narrativo y la elección de palabras en función de su sonoridad y capacidad de adaptación a una melodía dada.
Según la Suda, Melanípides escribió canciones líricas y ditirambos. Se conservan varios versos de sus poemas, y los siguientes títulos: Marsias, Perséfone, Las Danaides. La temática llevó a Fabricius y otros a tomar a Melanípides, erradamente, por poeta trágico: error al que han llevado también los títulos de otros ditirambos. Sus fragmentos fueron recogidos por Bergk (Poet. Lyr. Graec. pp. 847- 850). 
Francisco Rodríguez Adrados traduce los fragmentos de Melanípides en su Lírica griega arcaica (poemas corales y monódicos, 700-300 a. C.), pp. 445-6. 